# سیمون جاناشیا
سیمون جاناشیا (گرجی: სიმონ ჯანაშია؛ ۲۶ ژوئیهٔ ۱۹۰۰ – ۵ نوامبر ۱۹۴۷) تاریخ‌نگار و استاد دانشگاه اهل گرجستان بود.
وی همچنین برندهٔ جوایزی همچون نشان لنین و مدال دفاع از قفقاز شده‌است. جاناشیا بنیان‌گذار آکادمی ملی علوم گرجستان بوده‌است.